# Laura Fermi
Laura Capon, coniugata Fermi (Roma, 16 giugno 1907 – Chicago, 26 dicembre 1977), è stata una scrittrice e attivista italiana naturalizzata statunitense, militante pacifista e moglie del fisico Enrico Fermi.

## Biografia
Nata da famiglia ebraica, figlia dell'ammiraglio Augusto Capon e di Costanza Romanelli, incontrò il futuro marito, Enrico Fermi, durante gli studi all'università "La Sapienza" di Roma, dove si laureò in scienze naturali. Il matrimonio fu celebrato il 19 luglio 1928. La coppia ebbe 2 figli, Antonella (detta "Nella"; 1931-1995) e Giulio (1936-1997).
Nel 1936, meno impegnata con i figli, su suggerimento del marito decise di scrivere un libro divulgativo di fisica con la sua amica Ginestra Amaldi, moglie di Edoardo. Il libro venne poi pubblicato per i tipi di Hoepli, Alchimia del tempo nostro.
Nel 1938, dopo la promulgazione delle leggi razziali fasciste, la famiglia Fermi decise di fuggire dall'Italia mussoliniana, perché Laura Capon Fermi era ebrea, benché i figli fossero "ariani". Progettarono di abbandonare l'Italia con l'occasione del viaggio di Enrico Fermi per ricevere il premio Nobel per la fisica a Stoccolma, da dove ripartirono per andare direttamente negli Stati Uniti. Nel 1944 furono naturalizzati statunitensi.
Dopo la morte di Enrico Fermi nel 1954, Laura Fermi si dedicò alla scrittura e divenne una militante pacifista. Pubblicò un'opera autobiografica: Atoms in the Family: My Life with Enrico Fermi. Seguì la pubblicazione di altre opere.

## Opere
- con Ginestra Giovene Amaldi, Alchimia del tempo nostro, Milano, Hoepli, 1936.
- G. Principato, Thomas Carlyle, Messina, 1939.
- (EN) Atoms in the Family: My Life with Enrico Fermi, Chicago, University of Chicago Press, 1954, ISBN 0-88318-524-5. Edizione italiana:  Atomi in famiglia, Milano, Mondadori, 1965.
- (EN) Atoms for the World: United States participation in the Conference on the Peaceful uses of Atomic Energy, Chicago, University of Chicago Press, 1957, ISBN 0-88318-524-5.
- (EN) Mussolini, Chicago, University of Chicago Press, 1961.
- (EN) The Story of Atomic Energy, Random House, 1961.
- (EN) con Gilberto Bernardini, Galileo and the Scientific Revolution, Basic Books, 1961, ISBN 0-486-43226-2.
- (EN) Illustrious Immigrants: The Intellectual Migration from Europe 1930–41, Chicago, University of Chicago Press, 1968, ISBN 0-226-24378-8.
- con Gilberto Bernardini, Che cosa ha veramente detto Galileo, Roma, Ubaldini Editore, 1969.

## Archivio personale
Le sue carte sono conservate presso la Biblioteca dell'Università di Chicago.